# بونده (بورزانگا)
بونده شهری در شهرستان بورزانگا در استان بام در بورکینافاسوی شمالی است و جمعیت آن ۴۰۹ نفر است.